# Basinet

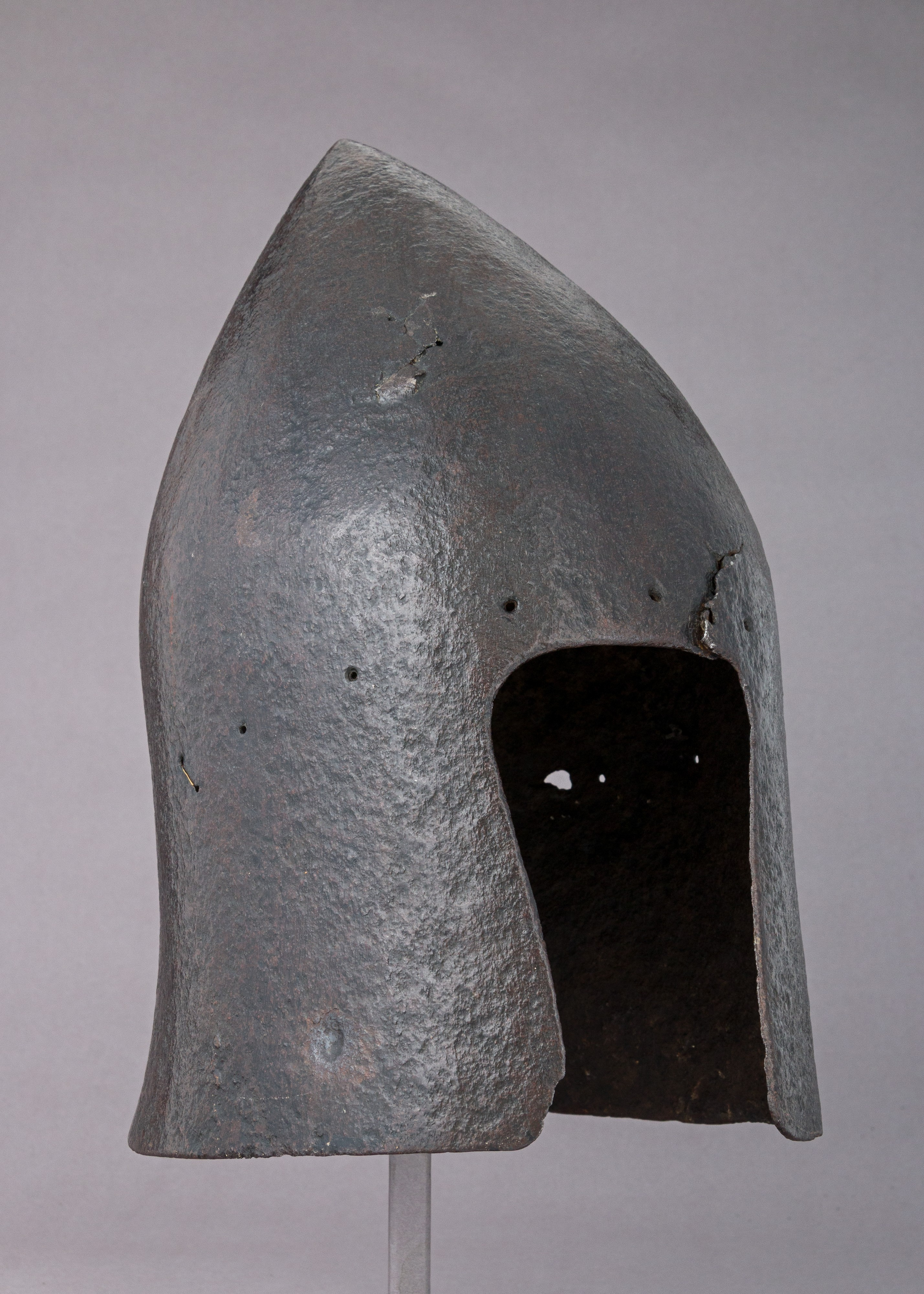
Basinet, XIV-XV w.

Basinet (ang. bascinet, fr. bassinet) – typ  średniowiecznego hełmu otwartego, powstałego jako forma ewolucyjna łebki. Jego późna wersja (przyłbica) stała się jednym z najpopularniejszych hełmów używanych przez rycerstwo końca XIV i początku XV wieku. 
W terminologii stosowanej w Polsce, otwarty basinet zazwyczaj uznaje się za osobny typ hełmu względem wyposażonej w zamykaną zasłonę przyłbicy (w którą się przeistoczył). Natomiast w terminologii zagranicznej przyłbica uznawana jest za formę basinetu i nie rozróżnia się ich względem siebie.

## Historia
Najstarsze znane wzmianki o użyciu nazwy „basinet” pojawiają się we włoskiej Padwie w 1281 r..  Pod względem konstrukcyjnym basinet wyewoluował bezpośrednio od prostej w formie łebki, do której zaczęto dodawać kołnierz kolczy, a sam dzwon hełmu uległ powiększeniu. Od XIV w. basinet wyraźnie zyskał na popularności, a jego dzwon zaczął się stopniowo rozrastać, w formę bardziej spiczastą i sięgając aż do szyi, zakrywając kark i policzki. Kolejnym krokiem ewolucyjnym było pojawienie się w jego konstrukcji ruchomego nosala, od drugiej połowy XIV w. zastępowanego zamykaną zasłoną klapową (niem. klappvisier), co doprowadziło do przekształcenia basinetu w przyłbicę.

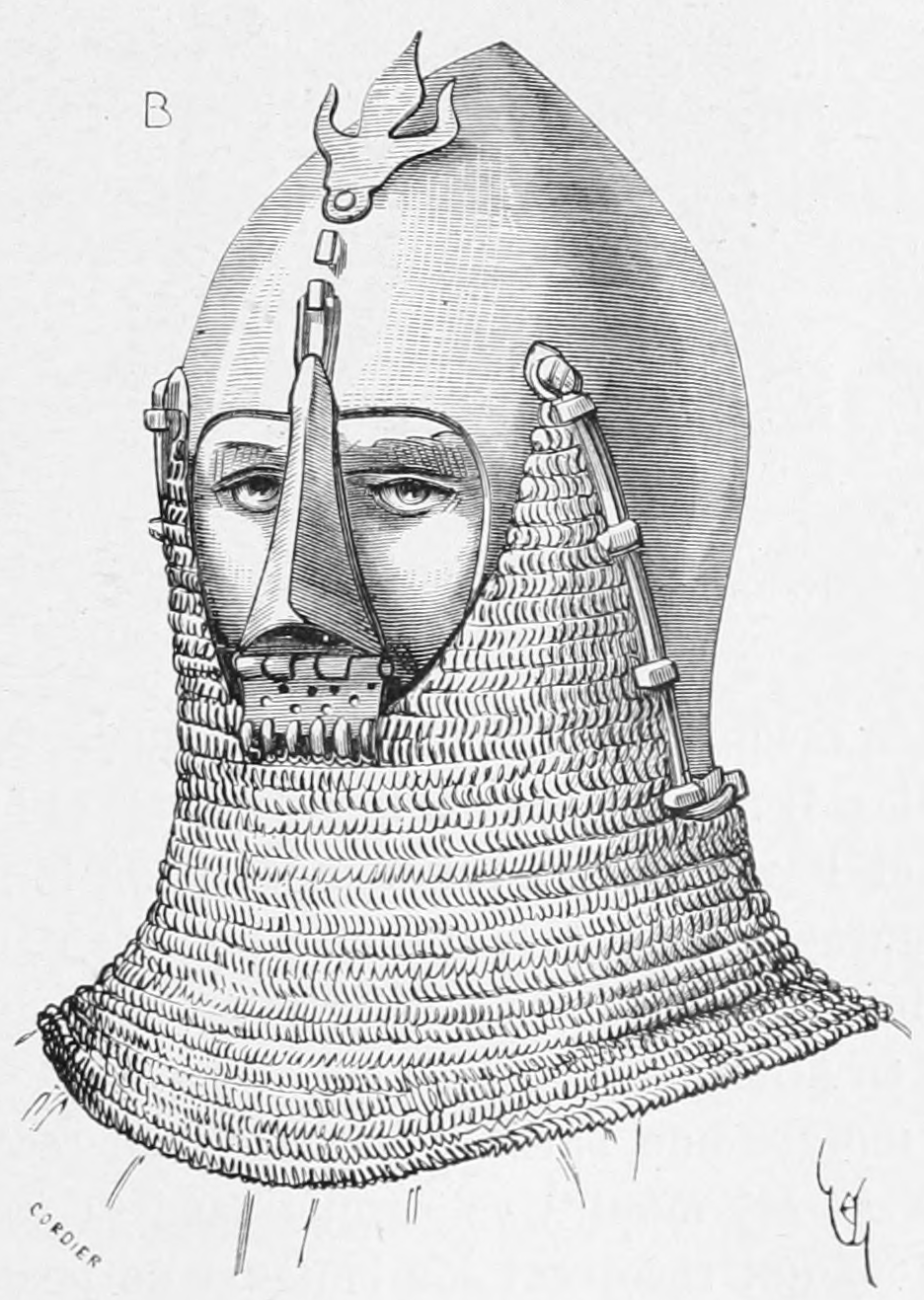
Basinet z kołnierzem kolczym i podnoszonym nosalem.
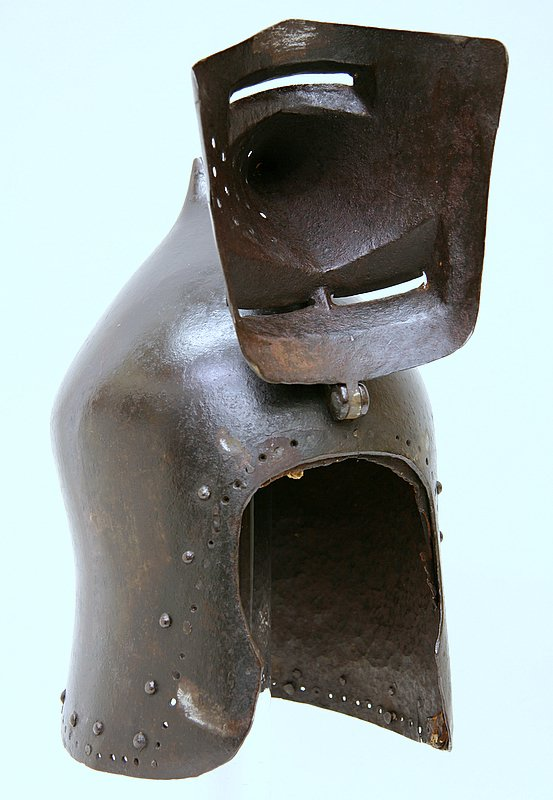
Basinet jako przyłbica (z zasłoną klapową).